# Batman: Niemandsland
Batman: Niemandsland (englischer Originaltitel: Batman: No Man’s Land) ist ein serienübergreifender Batman-Storybogen, der die Zerstörung durch ein Erdbeben und darauf folgende Erklärung zum Niemandsland von Batmans Heimatstadt Gotham City erzählt. Zusammen mit den drei Vorgeschichten Inferno (OT: Cataclysm), Nachbeben (OT: Aftershock) und Weg ins Niemandsland (OT: Road to No Man’s Land) zog sich die Geschichte im Original bei DC Comics über die Jahre 1998 und 1999 hin. Das Konzept der Gesamtgeschichte stammt von Jordan B. Gorfinkel.

## Handlung

### Vorgeschichten

#### Inferno
Die Seismologin Dr. Jolene Relazzo sagt für Gotham City ein Erdbeben voraus. Bald darauf, abends um 19:03 Uhr, wird die Stadt von einem Beben der Stärke 7,6 auf der Richterskala schwer getroffen; dabei kommen etwa eine Million Menschen ums Leben. Batman (Bruce Wayne) bearbeitet in der Bathöhle gerade einen Fall, als Teile der Höhle einstürzen. Ebenso sind seine Unterstützer betroffen: Nightwing (Dick Grayson) macht sich sofort darauf aus Blüdhaven auf den Weg nach Gotham, Catwoman (Selina Kyle) wird bei einem Raubzug in einem Kaufhaus vom Beben überrascht, Azrael (Jean-Paul Valley) übergibt gerade Bane der Polizei; Robin (Tim Drake) dagegen kommt erst kurz nach dem Beben aus Europa zurück. Oracle (die seit einem Angriff des Jokers in The Killing Joke im Rollstuhl sitzende Barbara Gordon) nimmt gleich anschließend im Gotham City Police Department (GCPD) die Organisation in die Hand, als sie dort ihren Vater, den Commissioner James Gordon, nicht sofort antreffen kann.
Auch das Blackgate-Gefängnis wird in Mitleidenschaft gezogen, weswegen mehrere Insassen fliehen können, darunter der Cluemaster (Arthur Brown), der Vater von Spoiler (Stephanie Brown).
Über das Fernsehen wird die Stadt vom Quakemaster erpresst: Er sei für das Beben verantwortlich und sie soll 100 Millionen Dollar an ihn bezahlen, um zu vermeiden, dass er ein zweites Beben auslöst. Robin findet heraus, dass der Bauchredner (Arnold Wesker) dahintersteckt und ist am Ende an dessen Festnahme beteiligt.

#### Nachbeben
Während in Gotham die Aufräumarbeiten anlaufen, ergreifen vielerorts Plünderer ihre Chance, u. a. Mr. Freeze (Victor Fries) mit Juwelierläden und Einbrecher mit der Nationalbank. Gangs versuchen, sich die wenigen noch vorhandenen Medikamente aus dem Krankenhaus anzueignen. Der Ratcatcher (Otis Flannegan) dagegen will in der U-Bahn gefangene Passagiere sterben lassen.
Zudem sind Familien und Freunde getrennt worden, die Menschen suchen ihre Angehörigen und Bekannten. Da viele Gebäude einsturzgefährdet sind oder bereits in Trümmern liegen, sollen sie evakuiert oder beseitigt werden, was nicht bei allen Bewohnern und Besitzern auf Zustimmung trifft. Der Verrückte Hutmacher (Jervis Tetch) tut sich mit Narcosis zusammen, der die Stadt begasen will, um ihr angenehmere Gedanken zu verschaffen. So sind die Helden an verschiedenen Orten beschäftigt, die Ordnung aufrechtzuerhalten und für Gerechtigkeit zu sorgen. Batman sucht den Joker im Arkham Asylum auf, um von ihm Informationen zur Rettung eines entführten Mädchens zu erhalten. Das Kind droht zu ertrinken, überlebt aber dank Batman in letzter Minute.
Vesper Fairchild, eine Freundin Bruce Waynes, unterrichtet die Stadt als „Sirene der Nacht“ über das Radio über die Entwicklungen und versucht ihr Mut zu machen. Dennoch verlassen viele Menschen Gotham City, wobei eine bereits beschädigte und durch den Ansturm überlastete Brücke einstürzt, was viele Opfer fordert.

#### Weg ins Niemandsland
Bruce Wayne versucht mit Unterstützung von Gothams Bürgermeisterin Marion Grange in Washington, D.C. zu erreichen, dass Gotham City wieder aufgebaut wird. Angesichts der immensen Kosten gibt es allerdings erheblichen Widerstand im Kongress. Der vermögende Rockmusiker Nicholas „Nick“ Scratch unterstützt diesen Widerstand und ermordet Senator Esterbrook Halivan, der sich für einen Wiederaufbau eingesetzt hatte; dabei kann er die Umstände so aussehen lassen, dass die Medien Azrael (Jean-Paul Valley) die Schuld für Halivans Tod geben. Scratch kann auf Schläger mit Teufelsgesicht zurückgreifen, die er durch genetische Manipulation erschaffen hat. Sie erfüllen auch eine Reihe weiterer Aufträge für ihn, u. a. einen (gescheiterten) Mordanschlag auf Commissioner Gordon. Scratch engagiert aber auch andere Schurken, die die Zerstörung der Stadt Gotham vorantreiben sollen: Firefly, Dynamiteer, Tumult und Gearhead; eine ebenfalls von ihm engagierte Scharfschützin soll Bruce Wayne ermorden, trifft aber stattdessen Bürgermeisterin Grange. Nach deren Tod verschwindet Bruce Wayne (und damit auch Batman) vorübergehend. Gordon entscheidet sich, mit einigen Getreuen in der Stadt zu bleiben, obwohl er sich zunächst wegbewirbt. Nightwing und Robin wollen in Wayne Manor auf Batman warten, stellen dort aber fest, dass die Reste des Gebäudes in die darunter liegende Höhle gebrochen sind. Gordons Tochter Barbara will zunächst auch die Stadt verlassen, da sie die Hoffnung verliert, entscheidet sich aufgrund ihrer bereits aufgebauten Infrastruktur und eines Treffens mit Man-Bat (Kirk Langstrom), der sie vor Einbrechern rettet, ebenfalls zu bleiben.
Jeremiah Arkham, der Leiter des Sanatoriums Arkham Asylum muss währenddessen mit Versorgungsengpässen in seiner Einrichtung zurechtkommen, zudem kommen täglich immer weniger seiner Wärter und anderer Angestellten zur Arbeit. Der Joker schafft es, andere Insassen aufzuwiegeln; er erhöht so den Druck auf die Sanatoriumsleitung. Schließlich lässt Jeremiah Arkham die übrig gebliebenen Verbrecher frei, nimmt ihnen allerdings zuvor das Versprechen ab, nicht in die Ruinen der Stadt Gotham zu ziehen. Dennoch begeben sich der Joker, Two-Face, Poison Ivy, der Bauchredner & Co. dorthin, einzig der Riddler (Edward Nygma) entscheidet sich, Gotham den Rücken zu kehren.
Der Kongress entscheidet sich trotz der Bemühungen der hochrangigen und bekannten Vertreter Gothams dazu, die Stadt zum Niemandsland zu erklären. Ein Einspruch von Bruce Wayne beim Obersten Gerichtshof scheitert knapp. In den letzten Stunden, bevor die letzten noch intakten Brücken und Tunnel zur Außenwelt durch Sprengungen zerstört werden und damit nicht mehr zugänglich sind, fliehen Tausende, unter ihnen auch Lucius Fox und der Vater von Tim Drake, aus der Stadt.

### Niemandsland
„… und nachdem die Erde sich aufgetan hatte und die stolzen Bauwerke zerschmettert waren, gab der Rest des Landes Gotham auf. Nur die Trotzigen, die Korrupten und die Wahnsinnigen blieben an diesem Ort, den man nun kannte als … Niemandsland“

Nachdem Gotham City zum Niemandsland erklärt worden ist, gehört es nicht mehr zum Staatsgebiet der USA, sodass deren Rechtssystem nicht mehr gilt. Batman ist verschwunden und verschiedene Gruppen (u. a. GCPD/„Blue Boys“, Pinguin, Poison Ivy, Black Mask und andere) haben das Stadtgebiet unter sich aufgeteilt und markieren ihr Gebiet mit Graffiti. Konflikte untereinander bleiben nicht aus – und werden aktiv angezettelt: Die Blue Boys, die Tricorner ganz im Süden unter ihrer Kontrolle haben, provozieren einen Bandenkrieg zwischen den benachbarten LoBoyz und den Street Demonz. Infolgedessen kann das GCPD wieder sein altes Hauptquartier weiter nördlich in Besitz nehmen, wo Barbara Gordon ausharrt und Tagebuch über die Ereignisse im Niemandsland führt.
Ein neues Batgirl taucht auf. Als Batman nach 100 Tagen Niemandsland wieder zurückkehrt, akzeptiert er ihr Handeln. Er kann den Bauchredner (Arnold Wesker) ausschalten und dessen Territorium im Norden übernehmen, dem Pinguin (Oswald Cobblepot) lässt er dessen Geschäfte und Gebiet, verlangt aber dauerhaft Informationen von ihm über Fakten, Termine und Details. Zudem weicht er nach dem Einsturz von Wayne Manor in vier andere Quartiere im Stadtgebiet aus, die er während seiner Abwesenheit eingerichtet hatte: Die Zentrale Bathöhle unter dem Robinson Park, die Bathöhle Süd im Kesselraum einer Schiffswerft, die Nordwest-Bathöhle im tiefsten Untergeschoss des Arkham Asylum und die Bathöhle Ost in einer verlassenen Ölraffinerie. Währenddessen erhält Azrael von Batman ein neues Kostüm und Nick Scratch kann mit einem Boot illegalerweise ins Niemandsland gelangen. Scarecrow (Jonathan Crane) mischt sich unter eine Gemeinde, die in einer Kirche im Flüchtlingszentrum „Projekt Arche“ Zuflucht gefunden hat. Er versucht, die Leute durch das Schüren von Angst vom Glauben abzubringen und mit Intrigen in den Bandenkrieg zu verwickeln. Als er entlarvt wird, kann Huntress (Helena Bertinelli) die Gläubigen davon abhalten, ihn zu lynchen, und überzeugt sie davon, Scarecrow mit Vergebung wieder unter sich aufzunehmen, woraufhin dieser selbst in eine Glaubenskrise stürzt.
Batman inhaftiert Verbrecher im Blackgate-Gefängnis, in das wegen dessen vermeintlicher Sicherheit auch Leute wollen, die keine Straftaten begangen haben. Lock-Up (Lyle Bolton) und KGBeast (Anatoli Knyazev) bewachen den Ort und die Häftlinge, darunter bald auch Black Mask (Roman Sionis), der versucht hatte, Territorium der Blue Boys zu erobern, aber u. a. vom neuen Batgirl aufgehalten wurde; dabei erfährt Barbara Gordon, die den Kampf beobachten kann, von ihr, und ist Batman gegenüber zunächst erbost darüber.
Der Joker stellt Batman eine Falle und bedroht dabei einen Jungen. Batman hat allerdings Azrael gebeten, sich nach dem Joker umzusehen. Er findet ihn nach einem Hinweis einer Passantin, muss allerdings das Kind befreien, sodass der Joker entkommen kann. Alvin Kothers ermordet in seiner Verkleidung als Death Dancer mehrere aus seiner Sicht leidende Menschen. Ebenso möchte er Barbara Gordon von ihrem Schicksal im Rollstuhl „erlösen“. Azrael stoppt ihn aber.
Superman kommt in die Stadt, um beim Wiederaufbau zu helfen; er muss aber bald feststellen, dass die Bürger noch nicht dazu bereit sind. Batman sagt ihm, dass er länger gebraucht habe, um das zu erkennen. Die Justice League greift als Gruppe in der Stadt deswegen nicht ein, da sie bereits genug zu tun hat, eine externe Übernahme (u. a. durch Locus oder Kobra) zu verhindern, die das herren- und gesetzlose Gebiet erobern wollen. So halten weiterhin die JLA-Mitglieder Batman und Huntress die Stellung. Auch die Gruppe Young Justice, jugendliche Helden um Robin, Superboy und Impulse, kann einen Übernahmeversuch Kobras vereiteln.
Wechselnde Bündnisse und Verrat untereinander sorgen für wechselnden Besitz der Stadtbezirke. Dabei holt sich Two-Face die Unterstützung der geheimnisvollen Echo, die aufgrund einer List und ihrer Fähigkeiten im Kampf sogar Batman ausschalten und für ein paar Stunden mattsetzen kann. Two-Face hatte das so geplant, um währenddessen Teile von Batmans Gebiet einzunehmen; Batgirl allein kann das nicht verhindern, weswegen Menschen sterben. Der Auftragskiller David Cain soll James Gordon ermorden, wird aber von seiner Tochter Cassandra Cain zweimal daran gehindert.
Helena Bertinelli stellt sich als das Batgirl heraus, aber Batman entzieht ihr sein Abzeichen und das Kostüm, nachdem sie mehrfach nicht tat, was er wollte. Er ruft mehrere seiner Verbündeten zu sich, erklärt Cassandra Cain zum neuen Batgirl und gemeinsam starten sie die Rückeroberung der gesamten Stadt, wozu unterschiedliche Aufgaben übernommen werden. Azrael soll mit Batgirls Hilfe herausfinden, was Nicholas Scratch vorhat. So verschafft er sich Zutritt in eine von dessen Veranstaltungen, fliegt auf, besiegt ihn aber in einem Zweikampf. So kann Azrael verhindern, dass Scratch die Herrschaft über die rechtlose Stadt übernimmt.
Nightwing erhält von Batman den Auftrag, Blackgate der Kontrolle von Lock-Up zu entziehen, wobei er es auch mit KGBeast und den Trigger Twins (Tom und Tad Trigger) zu tun bekommt. Er ist auf die Mithilfe der Inhaftierten angewiesen und schafft es, den Auftrag Batmans zu erfüllen, ohne dass Häftlinge entkommen können. Batman seinerseits kann mit Unterstützung Robins Poison Ivy (Pamela Isley), die sich in den Robinson Park zurückgezogen hatte, aus der Gewalt von Clayface (Basil Karlo) befreien. Der hatte sie und die unter ihrem Schutz lebenden Waisenkinder fast seit Beginn des Niemandslandes gezwungen, Obst und Gemüse anzubauen, welches er u. a. an den Pinguin weiterverkauft hat. Ivy zerstörte zuvor allerdings die unter dem Park gelegene Bathöhle. Dennoch handelt Batman einen Deal mit ihr aus: Sie behält den Park und die Kinder, liefert aber im Gegenzug Lebensmittel für die Stadt – und hält andere Interessengruppen vom Park fern. Während einer der Lieferungen stößt sie auf Harley Quinn (Harleen Quinzel), die in den Joker verliebte ehemalige Psychiaterin im Arkham Asylum. Harley Quinn erhält von Poison Ivy einen Trank, der sie nicht nur gegen Ivys Gifte immun macht, sondern ihr auch erhöhte Kräfte verleiht. So schließt sie sich ihrem „Pupsie“ (ihr Kosenamen für den Joker) an.
Auch Catwoman soll eine Aufgabe erfüllen: Sie soll für den Wiederaufbau Gothams notwendige Daten auf CD-ROM aus New York City besorgen. Doch auch andere Parteien (u. a. Maxie Zeus) sind hinter den Daten her. Schließlich kann eine gut ausgebildete blonde Kämpferin (später als Mercy Graves identifiziert), die im Auftrag eines Unbekannten im Hintergrund handelt, sie sich aneignen. Sie erhält dabei aber nur eine Kopie. Catwoman wird angeschossen, kann sich dennoch retten und den Piloten eines Hubschraubers dazu zwingen, sie nach Gotham City zu fliegen, wo sie Batman die CD-ROM überreichen kann.
Bane verschafft sich Zugang zum Niemandsland, indem er mit Hilfe einer Rampe in einem Kleintransporter den Fluss überspringt. Er fängt an, Vorbereitungen für einen Hintermann zu treffen. Das Ziel dabei ist die vermeintliche Übernahme Gothams. Bane schafft es, das Stadtarchiv zu zerstören und damit wichtige Unterlagen zu vernichten.
Robin trägt dazu bei, Mr. Freeze gefangen zu nehmen, und hilft dem Pinguin und dem GCPD dabei, Killer Croc (Waylon Jones) zu stoppen. Er teilt seinem Vater, bei dem er sich seit einer Weile nicht mehr gemeldet hatte, mit, dass er sich in der zerstörten Stadt befindet. Sein Vater startet in der Folge eine Kampagne über die Medien, um seinen Sohn wieder in Sicherheit zu wissen (kurz vor dem Aufheben des Niemandslandes ist eine diesbezügliche Hubschrauber-Rettungsaktion erfolgreich, bei der Timothy Drake aus dem Grant Park abgeholt wird). Batman konnte sich derweil mit Lynx (Ling) und deren Ghost Dragons verbünden, als sie gemeinsam einen Sklavenbetrieb zur Erzeugung von Elektrizität zerschlagen.
Dr. Leslie Thompkins betreibt ein Lazarett in einer Zeltstadt. Dabei freundet sie sich mit Azrael an. Da sie aufgrund ihrer Überzeugung auch Verbrecher behandelt (u. a. Victor Zsasz), gerät sie mit Lieutenant William „Billy“ Pettit vom GCPD aneinander. Dieser hatte sich von Gordon und dessen Blue Boys getrennt, da diese seiner Meinung nach zu wenig Durchsetzungsfähigkeit zeigen und auch vor scheinbar gerechtfertigter Gewaltanwendung zurückschrecken. Pettit und seine Männer belagern den Glockenturm, von dem aus Barbara Gordon den Informationsfluss in der Stadt steuert und überwacht. Aber Nightwing und – nach einem Seitenwechsel – auch Huntress ermöglichen ihr die rechtzeitige Flucht. Der Turm wird bei der Stürmung durch die Polizisten allerdings weitgehend zerstört.
Two-Face lässt nachts den Polizeichef entführen und macht James Gordon den Prozess. Dabei tritt er als Staatsanwalt auf. Anklagepunkte gegen Gordon sind ein Bündnis mit einem Kriminellen (Two-Face selbst), Vertragsbruch mit diesem als Gordon bei einem Angriff nicht zu Hilfe kam, sowie infolgedessen der Tod von Unschuldigen im Gebiet von Two-Face. Zeugin ist die Polizistin Renee Montoya, die die Punkte bestätigt. Two-Face wird von Gordon allerdings selbst als Zeuge aufgerufen und muss zugeben, dass er Gordon erpresst hat. So kommt es zum Freispruch. Währenddessen haben Batman und Co. das Gebäude und damit Gordons Frau Sarah, befreien können. Es kommt zur Aussprache Batmans mit dem Commissioner, wobei der Dunkle Ritter seine Geheimidentität als Bruce Wayne offenlegt. Gordon wendet sich jedoch bei der Enthüllung ab, sodass offen bleibt, ob er das Gesicht unter der Maske wirklich erkennt. Die beiden arbeiten nun zusammen, um das gesamte Stadtgebiet wieder unter Kontrolle zu bringen.
Lex Luthor beginnt medienwirksam mit dem Wiederaufbau der Stadt und gibt sich damit als der potente Hintermann zu erkennen. Startpunkt ist das Gebiet des Pinguins.
Der Joker ist darüber erbost, dass ihm angeblich „kein Respekt“ erwiesen wird. Daher sabotiert er die Baustellen, indem er u. a. Baumaterial entwendet, dasselbe macht Catwoman für den Pinguin. Aber auch der Diebstahl durch die ansässige Bevölkerung macht zu schaffen.
Nun entführt der Joker Babys. Dazu greift er die Weihnachtsfeier von Pettit an und kann diesen dazu bringen, mehrere seiner eigenen Leute zu erschießen, die vom Verbrecherclown zuvor neu eingekleidet worden waren und somit wie der Joker selbst aussahen. Zudem wird Huntress vom Killerclown mehrfach angeschossen und schwer verletzt, Batman und Nightwing (mit dem sie sich später versöhnt) können sie retten und zur Versorgung zu Dr. Thompkins ins Lazarett bringen. Batman und seine Verbündeten (inkl. der Polizei) suchen nun an Orten mit Bezug zu Säuglingen nach den Kindern. Mehrere der Gebäude sind mit dem gestohlenen Sprengstoff Semtex der Firma LexCorp präpariert. Im Zuge einer Explosion wird das Funkgerät von Essen-Gordon zerstört, sodass sie sich aus dem Hauptquartier des GCPD ein neues Gerät holt. Dort angekommen stellt sie fest, dass sich der Joker mit den Kindern im Kellergeschoss befindet. Als sie eines der Babys retten möchte, erschießt der Joker sie; daraufhin lässt er sich festnehmen, wobei sich der Commissioner dazu verleiten lässt, ihm aus Rache ins Knie zu schießen. Am Silvestertag findet schließlich die Beerdigung von Sarah Essen-Gordon, die die zweite Frau von Commissioner James Gordon war, statt.
Am selben Tag teilt Lucius Fox, der Hauptgeschäftsführer von Wayne Enterprises, Bruce Wayne mit, dass der vermeintliche Nick Harding, der Teile Gothams an Lex Luthor verkauft haben soll, gar nicht existiert. Mittels der CD-ROMs hatte Luthor offenkundig offizielle Dokumente manipuliert, sodass er Grundstücke von durch das Erdbeben umgekommenen, überstürzt weggezogenen oder nicht über ausreichende finanzielle Mittel verfügenden Bürgern übernehmen kann. Nachdem Lex von Lucius mit den Vorwürfen konfrontiert wurde, erteilt er Mercy den Auftrag, Fox zu töten, noch bevor dieser das Gebäude verlassen kann. Batman kann Mercy in einem Zweikampf ausschalten, Luthor mitteilen, dass seine Stadt nicht zum Verkauf stehe, und ihm nahelegen, Gotham City zu verlassen, damit er rechtzeitig zum Jahreswechsel wieder in seiner eigenen Heimatstadt Metropolis ist.
Zum Jahreswechsel wird der Isolationsstatus der Stadt Gotham City aufgehoben. Um Mitternacht stößt Jim Gordon am Grab seiner Frau mit ihr symbolisch auf das neue Jahr an. Batman besucht das Wayne-Grab, die letzte Ruhestätte seiner Eltern.

## Autoren und Zeichner
Inferno

Autoren: Rick Burchett, Chuck Dixon, Alan Grant, Devin Grayson, Klaus Janson, Doug Moench, Dennis O’Neil, Kelley Puckett, Chris Renaud.
Zeichner: Jim Aparo, Jim Balent, Eduardo Barreto, Mark Buckingham, Rick Burchett, Flint Henry, Klaus Janson, Staz Johnson, Alex Maleev, Marcos Martin, Scott McDaniel, Graham Nolan, Chris Renaud, Roger Robinson, Dave Taylor, Stan Woch.
Nachbeben

Autoren: Bruce Canwell, Chuck Dixon, Alan Grant, Lisa Klink, Doug Moench, Greg Rucka.
Zeichner: Jim Aparo, John Beatty, David Boller, Norm Breyfogle, Mark Buckingham, Sal Buscema, Vince Giarrano, Bob Hall, Staz Johnson, William Rosado, Brian Stelfreeze.
Weg ins Niemandsland

Autoren: Chuck Dixon, Alan Grant, Dennis O’Neil, Marco Palmieri, Kelley Puckett, Greg Rucka.
Zeichner: Jim Aparo, Mark Buckingham, Roger Cruz, James A. Hodgkins, Roger Robinson, William Rosado, Joe Staton.
Niemandsland

Autoren: Steven Barnes, Scott Beatty, Bronwyn Carlton, Paul Dini, Chuck Dixon, Ian Edginton, Bob Gale, Jordan B. Gorfinkel, Devin Grayson, Larry Hama, Janet Harvey, Lisa Klink, Alisa Kwitney, Dennis O’Neil, John Ostrander, Scott Peterson, Kelley Puckett, Chris Renaud, Greg Rucka, Mark Waid, Dafydd Wyn.
Zeichner: Pascal Alixe, Jim Balent, Eduardo Barreto, Jon Bogdanove, Matt Broome, Rick Burchett, Sergio Cariello, Guy Davis, Mike Deodato Jr., D´Israeli (d. i. Matt Brooker), Dale Eaglesham, Yvel Guichet, Paul Gulacy, N. Steven Harris, James A. Hodgkins, Staz Johnson, Rafael Kayanan, Andy Kuhn, Greg Land, Alex Maleev, Scott McDaniel, Jason Minor, Tom Morgan, Graham Nolan, Mark Pajarillo, Jason Pearson, Gordon Purcell, Pablo Raimondi, Chris Renaud, Roger Robinson, Craig Rousseau, Paul Ryan, Damion Scott, Bill Sienkiewicz, Cam Smith, Frank Teran, Sal Velluto, Phil Winslade, Michael Zulli.

## Sonstiges
In mehreren Ausgaben zum Niemandsland sind Stadtpläne zum jeweiligen Stand der Territorien in Gotham City zu finden, z. B. zu Beginn in US-Batman: No Man’s Land #1 (März 1999).
Während des Niemandslandes werden sowohl Mercy Graves (in US-Detective Comics #735, August 1999) als auch Harley Quinn (in US-Batman: Harley Quinn, Oktober 1999) in das Comic-Universum von DC eingeführt. Beide Figuren waren zuvor für die Animated-Reihen zu Superman (1996) bzw. Batman (1992) erschaffen worden.
Ihre ersten Auftritte überhaupt (in US-Batman #567, Juli 1999) hatten Cassandra Cain (Tochter von Lady Shiva) und ihr Vater und Erzieher, der Auftragskiller David Cain, der aus ihr seine Gehilfin und Nachfolgerin machen wollte. Cassandra wurde von Barbara Gordon aufgenommen und übernahm im Niemandsland von Helena Bertinelli die Rolle als Batgirl (erstmals in US-Batman: Legends of the Dark Knight #120, August 1999); später war sie auch als Kasumi (erstmals in US-Justice League Elite #1, September 2004), Black Bat (erstmals in US-Batman Incorporated #6, Mai 2011) und als Orphan (erstmals in US-Batman & Robin Eternal #26, März 2016) zu sehen.

## Veröffentlichung
Das Niemandsland und seine Vorgeschichten zogen sich über mehrere Serien insbesondere aus dem Umfeld der Batman-Comicreihen hin. Dazu gab es einige Sonderausgaben. Der Dino-Verlag (hauptsächlich im Rahmen der regulären, monatlichen Batman-Heftreihe, die damit auch beendet wurde) und Panini Comics (Sammelbände) veröffentlichten den Zyklus auf Deutsch, wobei alle US-Ausgaben erschienen sind, jeder Verlag aber einzelne Kapitel ausließ. In der Batman Graphic Novel Collection von Eaglemoss waren nur bedeutendere Ausgaben enthalten.
Während des Niemandlandes fanden die Comic-Events DC One Million (November 1998), bei dem die Helden der Gegenwart mit denen der Zukunft des 853. Jahrhunderts die Plätze und Zeit tauschten, und Day of Judgment (November 1999), im Rahmen dessen die ehemalige Green Lantern Hal Jordan als The Spectre zurückkehrte, statt. Daneben waren am Rande auch weitere DC-Reihen betroffen, wie z. B. Hitman mit der Geschichte Land der Toten (OT: Dead Man's Land, in US-Hitman #37–38, Mai/Juni 1999).

### Englischsprachiges Original
Cataclysm (März bis Mai 1998, DC Comics) / Inferno (Dino) bzw. Das Beben (Panini, Eaglemoss)
- Azrael #40
- Batman #553–554
- Batman: Arkham Asylum – Tales of Madness #1
- Batman: Blackgate – Isle of Men #1
- The Batman Chronicles #12
- Batman: Huntress/Spoiler – Blunt Trauma #1
- Batman: Shadow of the Bat #73–74
- Catwoman (Vol. 2) #56–57
- Detective Comics #719–721
- Nightwing (Vol. 2) #19–20
- Robin (Vol. 2) #52–53

Aftershock (Juni bis Oktober 1998, DC Comics) / Nachbeben (Dino) bzw. Auf dem Weg ins Niemandsland #1 (Panini)
- Batman #555–559
- The Batman Chronicles #14
- Batman: Shadow of the Bat #75–79
- Detective Comics #722, 724–726
- Robin (Vol. 2) #54

Road to No Man’s Land (Dezember 1998 bis Februar 1999, DC Comics) / Weg ins Niemandsland (Dino) bzw. Auf dem Weg ins Niemandsland #2 (Panini)
- Azrael: Agent of the Bat #47–49
- Batman #560–562
- The Batman Chronicles #15
- Batman: Shadow of the Bat #80–82
- Detective Comics #727–729

No Man’s Land (März 1999 bis Februar 2000, DC Comics) / Niemandsland (Dino, Panini, Eaglemoss)
- Azrael: Agent of the Bat #50–61
- Batman #563–574
- The Batman Chronicles #16–18
- Batman: Harley Quinn
- Batman: Legends of the Dark Knight #116–126
- Batman: No Man’s Land #1–0
- Batman: No Man’s Land Secret Files and Origins #1
- Batman: Shadow of the Bat #83–94
- Catwoman (Vol. 2) #72–77
- Detective Comics #730–741
- JLA #32
- Nightwing (Vol. 2) #35–39
- Nightwing Secret Files and Origins #1
- Robin (Vol. 2) #67–73
- Young Justice in No Man’s Land #1

### Deutschsprachiger Raum
Dino-Verlag
- Inferno (1999), in Batman #40–42, Batman Special #9, Batman Sonderband #5, Batman präsentiert #1–2
- Nachbeben (1999–2000), in Batman #43–46, Batman Special #10–11, Batman präsentiert #3
- Weg ins Niemandsland (2000), in Batman #47–49, Batman Special #11–12
- Niemandsland (2000–2001), in Batman #50–63 (darunter ein Time-Warp-Schuber mit den Heften #52–57), Batman Special #13–14, Batman Sonderband #8, Batman präsentiert #6–9, Batman Niemandsland Sonderausgabe

Panini Comics
- Batman: Das Beben #1–2 (= DC Paperback #91–92) (2016)
- Batman: Auf dem Weg ins Niemandsland #1–2 (= DC Paperback #109 & 112) (2017)
- Batman: Niemandsland #1–8 (2017–2019)

Eaglemoss
- Das Beben #1–3 (= Batman Graphic Novel Collection #54–56) (2021)
- Niemandsland #1–3 (= Batman Graphic Novel Collection #59–61) (2021)

## Weitere Verwendung
- Autor Greg Rucka setzte Batman: No Man’s Land auch als gleichnamigen Roman um (2000) und ließ diesen wiederum als Audio-CD herausbringen (2011).[8]
- Auch im Film The Dark Knight Rises (2012) wird Gotham City vom Rest der Welt abgeschnitten.
- In der TV-Serie Gotham (2014 bis 2019) wurde Gotham City zum Ende der vierten Staffel (2018) zum Niemandsland erklärt. Die Ereignisse dabei finden in der fünften und letzten Staffel (2019) statt. In den zwölf Folgen werden der Umgang der örtlichen Bevölkerung und im Speziellen der Polizei mit dieser Krise geschildert; zum Serienende wird die Abschottung der Stadt wieder aufgehoben.